# ジャスティン・マーシャル
ジャスティン・マーシャル（Justin Warren Marshall, MNZM, 1973年8月5日 - ）は、ニュージーランド出身のラグビー選手。ポジションはスクラムハーフ。

## 来歴
1992年から1994年までNPCサウスランドに所属し、1995年から2004年までカンタベリーに所属。1996年から2005年までスーパー14クルセイダーズに選出され、1995年から2005年までラグビーニュージーランド代表（オールブラックス）に選出される。オールブラックス81キャップ、テストマッチ28トライ、120得点。世界最高峰のスクラムハーフと高く評価される。
2005年シーズンよりイングランドプレミアシップリーズ・タイクス（現在のリーズ・カーネギー）に移籍するも同チームの下部リーグ降格により2006年シーズンよりウェールズのオスプレイズへ移籍。
2005年にラグビー界への貢献によりニュージーランド・メリット勲章を授与されている。
クラシック・オールブラックスの一員として2007年と2008年に来日している。
2009年シーズンよりプレミアシップのサラセンズへ移籍。